# Julija Burdina
Julija Pavlinovna Burdina, coniugata Egorova (in russo Юлия Павлиновна Бурдина-Егорова?; 28 luglio 1924 – ...), è stata una cestista sovietica.

## Carriera
Con l'Unione Sovietica ha disputato i Campionati europei del 1950.